# Patiriella brevispina
Patiriella brevispina är en sjöstjärneart som beskrevs av Hubert Lyman Clark 1938. Patiriella brevispina ingår i släktet Patiriella och familjen Asterinidae. Inga underarter finns listade i Catalogue of Life.